# Яник Ферейра Караско
Яник Ферейра Караско (на френски: Yannick Ferreira Carrasco; роден на 4 септември 1993 в Иксел), е белгийски футболист, играе като крило и се състезава за Ал-Шабаб.

## Клубна кариера

### Монако
Роден в Иксел, Белгия, Ферейра Караско преминава във френския Монако през 2010 година от белгийския Генк.
На 30 юли 2012 година прави своя професионален дебют за Монако в мач от Лига 2 срещу Тур ФК. Монако побеждава с 4-0, а Караско отбелязва първия гол в срещата след добре изпълнен пряк свободен удар. На 13 април 2015 година вкарва два гола при победата с 2-0 над Оксер. В дебютния си сезон за клуба Караско изиграва 27 мача и отбелязва шест гола, помагайки на отбора си да завърши на първо място в първенството на Лига 2 и да спечели промоция за елита на Франция.
На 5 октомври 2013 година вкарва първия си гол в Лига 1. Монако побеждава Сент Етиен с 2-1, а гола пада след центриране на Хамес Родригес. На 20 октомври 2013 година отбелязва два гола за две минути, но Монако не успява да победи и завършва 2-2 със Сошо.
На 25 февруари 2015 година отбелязва последния гол в срещата при победата като гост с 1-3 над Арсенал в мач от осминафиналите на турнира Шампионска лига. Караско влиза като резерва в този мач в 75-ата минута на мястото на друг голмайстор в срещата - Димитър Бербатов.

### Атлетико Мадрид
На 10 юли 2015 година Караско преминава в испанския гранд Атлетико Мадрид, подписвайки 5-годишен договор. Сумата по сделката е необявена, но се предполага, че е около 20 милиона евро.
На 28 май 2016 г. отбелязва изравнителния гол във финала на Шампионската лига срещу Реал Мадрид.

## Национален отбор
Караско минава през всички младежки структури на Националния отбор на Белгия. През 2015 прави своя дебют за Мъжкия национален отбор на Белгия.

## Успехи

### Монако
- Лига 2: 2012/2013